# Нюнесхамн
Нюнесхамн (на шведски: Nynäshamn) е град в лен Стокхолм, източната част на централна Швеция. Главен административен център на едноименната община Нюнесхамн. Разположен е на брега на Балтийско море. Намира се на 57 km на югоизток от централната част на столицата Стокхолм. Получава статут на търговски град (на шведски шьопинг) през 1911 г. През 1946 г. получава статут на град. Има жп гара и пристанище. Населението на града е 13 510 жители според данни от преброяването през 2010 г.